# Godefroy II. von Bruyères
Godefroy II. von Bruyères (auch: Geoffrey von Briel der Jüngere, englisch Geoffroy de Briel, griechisch Γοδεφρείδος ντε Μπρυγέρ; Γοδεφρείδος ντε Μπριέλ) war ein französischer Ritter im Fränkischen Griechenland. Er war Cousin oder Neffe von Godefroy I. von Briel, dem Herrn der Baronie von Karytaina im Fürstentum Achaia.
Godefroy von Briel starb 1275 und 1279 erreichte Godefroy der Jüngere Griechenland und versuchte erfolglos die Baronie zu beanspruchen, die in der Zwischenzeit wieder an das Fürstentum zurückgefallen war, da Godefroy der Ältere keine männlichen Nachkommen hatte. Karl Hopf setzte im 19. Jahrhundert Godefroys Ankunft in Griechenland fälschlicherweise 1287 an, aber die Überfahrt von Godefroy von Italien nach Griechenland im Januar 1279 ist in den Archiven des Königreich Sizilien dokumentiert. Unerschrocken entschloss sich Godefroy seine Erbschaft durch Gewalt zu erwerben: Er begab sich zur Burg Araklovon, erhielt Zutritt, indem er vorgab, krank zu sein und öffnete die Burg seinen bewaffneten Gesellen (nach den Überlieferungen vier Reiterknappen und einer Handvoll ansässiger Griechen). Dann erklärte er sich zum Herrn der Burg. Schon kurz darauf erreichten die Achaier die Festung und belagerten sie, aber Godefroy hatte bereits die Hilfe des byzantinischen Gouverneurs von Mystras angefordert. Tatsächlich sandte dieser auch Truppen zu Hilfe, aber diese wurden an der Grenze von Skorta durch den fränkischen „Capitan von Skorta“, Simon von Vidoigne, abgewehrt. Letztendlich musste Godefroy kapitulieren, erhielt aber trotzdem ein kleines Lehen in Moraina.
Bald nach seiner Ankunft und seiner Belehnung, 1279 oder 1280, heiratete er Margaret, Dame von Lisarea, mit der er die Tochter Helena bekam. Helena heiratete später Vilain II von Aulnay, den Baron von Arcadia.